# IAI Kfir
Кфир (ивр. כפיר‎, «львёнок») — всепогодный многоцелевой истребитель, созданный фирмой Israel Aerospace Industries на основе Dassault Mirage III с израильской авионикой и производимой в Израиле версией американского двигателя General Electric J79.

## История
IAI Кфир известен как пример разработки самолёта, в конструкцию которого входят модернизированный планер хорошо известного боевого самолёта (Мираж III и 5) и модернизированная/вновь созданная система вооружения. Проект «Кфир» появился, когда ВВС Израиля столкнулись с нехваткой запчастей для Dassault Mirage III, а на начавшуюся разработку адаптированного к специальным требованиям ВВС Израиля варианта Dassault Mirage III было наложено эмбарго.
Всепогодный истребитель с треугольным крылом «Mirage IIICJ» был первым сверхзвуковым истребителем, приобретённым Израилем и стал основой ВВС в 1960 годы вместе с A-4 Skyhawk и F-4 Phantom II. «Mirage IIICJ» был наиболее эффективен как истребитель завоевания превосходства в воздухе, но небольшая дальность полета не позволяла его использовать для ударов по наземным целям.
В середине 1960 годов по заказу Израиля Dassault Aviation начала разработку Mirage 5, дневного истребителя-бомбардировщика на базе Mirage III. По требованиям Израиля часть новейшего оборудования была убрана и увеличена ёмкость топливных баков и за счёт этого снизилась цена самолёта. В 1968 году фирма Dassault построила 50 Mirage 5J, оплаченных Израилем, но самолёты не были поставлены Израилю из-за эмбарго на поставки оружия, наложенного правительством Франции в 1967 году. В Израиле после 1969 года были построены нелицензионные копии Mirage 5 — самолёты IAI Nesher (Гриф) (61 шт).

## Разработка

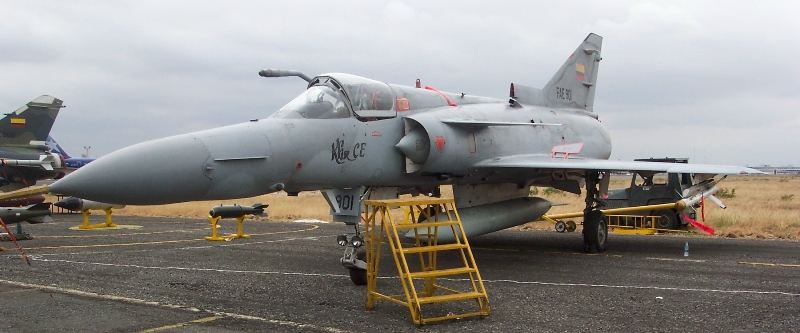
Kfir CE (C.10) ВВС Эквадора окрашен по серой схеме для снижения заметности в воздушном бою. Над кабиной видна штанга топливоприемника по системе «шланг-конус» для дозаправки в воздухе. Хорошо виден удлинённый носовой обтекатель.

Проектирование самолёта началось с секретной операции Моссада. Завербовав Альфреда Фрауенкнехта, инженера швейцарской компании, имевшего доступ к технической документации французского истребителя Mirage III, агенты «Моссад» получили в свои руки полный комплект документации и вывезли её в Израиль, где она была использована IAI для разработки «Кфира».
Первой задачей IAI стал поиск двигателя на замену французскому Atar 09. Было два варианта — General Electric J79 и Rolls-Royce Spey. J79 был выбран потому что он использовался на закупленных в 1969 году Израилем американских истребителях McDonnell Douglas F-4 Phantom II вместе с лицензией на производство J79 в Израиле. J79 создавал бесфорсажную тягу 49 кН и форсажную 83.4 кН и был более мощным, чем Atar 09.
Для размещения нового двигателя фюзеляж Mirage III был укорочен и утолщён, воздухозаборники увеличены, в месте сопряжения киля и фюзеляжа был установлен заметный третий маленький воздухозаборник для охлаждения форсажной камеры. Двигатель получил титановый теплозащитный экран. Двухместный Mirage IIIBJ со вписанным в его конструкцию двигателем совершил первый полёт в сентябре 1970 года, за ним последовал модернизированный «Нешер» («Орел») с двигателем J79, который взлетел в сентябре 1971 года. Улучшенный прототип под названием «Раам» («Гром») вышел на испытания в июне 1973 года. У него была полностью переоборудована кабина, поставлено более прочное шасси и большое количество авионики, выпущенной в самом Израиле. Также была добавлена штанга ПВД на носовом обтекателе. Внутренние топливные баки были увеличены и их ёмкость доведена до 713 галлонов (3241 литр).

## Модификации

### Кфир C.1
Производство серийных потомков Mirage III/5/«Нешер» названных «Кфир» началось в 1975 году. Первый самолёт поступил в ВВС Израиля на специальной церемонии на заводе IAI в преддверии Дня независимости.
Снаружи «Кфир» похож на «Нешер», эа исключением указанных выше отличий в конструкции фюзеляжа. У «Кфир» появился небольшой зуб на передней кромке крыла для улучшения устойчивости. Первая модификация «Кфир» получила название «Кфир» C.1. 27 «Кфир» C.1 были изготовлены IAI, после появилась улучшенная версия самолёта.

## Кфир C.2
«Кфир» C.2 появились в 1976 году и стали первой крупносерийной модификацией.
На «Кфир» C.2 были установлены увеличенные в сравнении с C.1 зубья на переднюю кромку крыла. На основании опыта работы над ранними версиями C.2 получили треугольные аэродинамические поверхности, установленные перед крылом и чуть выше него на воздухозаборниках. Эти модификации улучшили маневренность, уменьшили взлётную и посадочную дистанцию и улучшили управляемость на низких скоростях. Все C.2 оснащались катапультируемыми креслами Martin-Baker Mk.10. Под крыльями и фюзеляжем самолёта устанавливались 7 пилонов для подвески боезапаса.
Носовая часть «Кфир» C.2 подверглась редизайну для размещения новой израильской авионики, включая: Elta EL/M 2001 или 2001B импульсно-доплеровскую самолётную РЛС, систему управления оружием Rafael MAHAT или IAI WDNS-141, дублированные компьютеры в системе управления самолёта, навигационные системы и HUD.
В начале 1981 IAI представила двухместную спарку «Кфир» TC.2, которая могла использоваться как и обычный боевой «Кфир» C.2, учебный самолёт и самолёт радиоэлектронной борьбы (РЭБ) (постановщик помех). TC.2 легко узнать по удлинённой носовой части, где размещена авионика, место которой позади кабины одноместного Kfir C.2 заняла вторая задняя кабина. Носовая часть наклонена вперед для улучшения обзора из кабины пилота.
Всего до 1983 г. было выпущено 185 «Кфир» C.2 и TC.2.

## Кфир C.7
В 1983 IAI начала проект модернизации «Кфир» C.2/TC.2 — в «Кфир» C.7/TC.7 с новым двигателем J79-GE-17E, у которого форсажная тяга была увеличена на 4.45 КН. «Кфир» C.7 был оснащён новой системой управления HOTAS (переключатели на ручке управления и секторе газа) и новой авионикой: импульсно-доплеровской РЛС Elta EL/M-2021B, станцией постановки помех Elta EL/L-8202. Kfir C.7 мог нести управляемые ракеты. Были установлены две новые внешние точки подвески ракет (бомб) под воздухозаборниками и их общее количество было доведено до 9. Была установлена аппаратура дозаправки в воздухе. Максимальный взлётный вес увеличился на 1540 кг, увеличился радиус действия. В 1980 годах «Кфир» стал специализированным истребителем-бомбардировщиком, задачи завоевания превосходства в воздухе в IAF были возложены на новоприобретенные F-15 и F-16.

### Кфир C.10
«Кфир» C.10 (или «Кфир» 2000) был разработан в IAI для экспорта и стал последним вариантом «Кфир». У него появилась кабина с улучшенным панорамным обзором, оборудование для дозаправки в воздухе, и новая авионика в удлинённом носовом обтекателе. В кабине были установлены HOTAS, индикатор на лобовом стекле, два многофункциональных цветных дисплея, можно было использовать шлемы летчика с внутришлемными дисплеями. Самолётная РЛС Elta EL/M-2032 позволяла использовать самолёт против воздушных и наземных целей. «Кфир» C.10 мог нести противорадарную ракету RAFAEL Derby и последние варианты ракет воздух-воздух RAFAEL Python с тепловой головкой самонаведения. В 2006 г. «Кфир» C.10 были только у ВВС Эквадора под названием Kfir CE.

## Служба в израильских ВВС
Поступил на вооружение в 1977 году, в основном, использовался в боевых действиях на территории Ливана и Сирии, включая воздушные бои (до Ливанской войны (1982)), разведку и поражение наземных целей.
27 июня 1979 года: «Кфир», совместно с F-15, сбил один сирийский МиГ-21МФ из пяти сбитых в этом воздушном бою". Сирия подтвердила потерю только четырёх МиГ-21 в этот день, неизвестно была ли подтверждена потеря от действий «Кфира».
Данные о потерях
Согласно некоторым источникам, в ходе войны в Ливане (1982) было сбито от 1 до 3 самолётов Kfir C.2:
- 6 июня: «Kfir C.2 сбит ЗСУ-23-4 во время атаки вооруженной сирийской колонны на шоссе Бейрут — Дамаск»[7]

и/или
- 9 июня: «сирийский истребитель МиГ-21 сбил израильский Kfir C.2»; согласно «ACIG Team», это — одна из 3 подтвержденных[кем?] побед авиации Сирии в этой войне[8]

и/или
- 11 июня «в районе Канакир был сбит Kfir C.2» (не подтверждено[9])[7].

Израильские источники эти данные не подтверждают, сообщая только об инциденте, произошедшем в 13 июня, в ходе которого в ходе фоторазведывательного вылета в Ливане «… одна из ракет взорвалась за задним самолётом звена и началась утечка топлива из крыла самолёта. Лётчик повреждённого самолёта пошёл на вынужденную посадку на базе ВВС Рамат-Давид (в Изреельской долине). При заходе на посадку самолёт потерял управление и лётчик катапультировался».

Согласно некоторым источникам, на 1982 год ВВС Израиля имели на вооружении от 180 до 210 самолётов Кфир.
10 июня 1982 года четвёрка израильских «Кфиров» по ошибке разбомбила колонну своих же войск из 90-й дивизии возле деревни Мешхи, в результате чего были убиты 25 и ранены 92 израильских солдата.
20 ноября 1983 года «в ходе атаки самолётов ВВС на цели террористов к северу от шоссе Бейрут-Дамаск прямым попаданием зенитного снаряда сбит Kfir С.2».
Снят с вооружения ВВС Израиля в 1996 году.

## Служба в ВВС других стран

### Колумбия
В мае 1988 года Колумбия заключила с Израилем контракт на поставку 13 самолётов Kfir, стоимость которого оценивалась в 200 млн долларов. С апреля по август 1989 года было поставлено 12 одноместных истребителей Kfir C.2, доработанных до стандарта С.7 (получили сквозную нумерацию от FAC 3040 до FAC 3051), а один двухместный Kfir TC.7 (номер FAC 3003) прибыл только в начале 1991 года. В 2007 году была заказана дополнительная партия из 24 модернизированных истребителей Kfir.
В составе ВВС Колумбии истребители Kfir применялись против партизанской группировки ФАРК, изредка нанося бомбовые удары по базам противника. В марте 1998 года «Кфиры» совместно с «Миражами-5» участвовали в освобождении подразделений правительственной армии, попавших в окружение партизан ФАРК у реки Кагуан, в так называемом «кокаиновом районе» страны. 
Потери за время эксплуатации:
| Дата       | Бортовой номер | Причина потери |
| ---------- | -------------- | -------------- |
| 02.05.1995 | FAC 3042       |                |
| 04.06.2003 | FAC 3046       |                |
| 20.07.2009 | FAC 3004       |                |
| 30.09.2010 | FAC 3005       |                |

### Эквадор
21 мая 1981 года между Эквадором и Израилем был подписан контракт о поставке 10 одноместных истребителей Kfir C.2 и двух двухместных Kfir TC.2. С 10 марта 1982 года началось формирование эскадрильи «Лионс» № 2113. Первый самолёт с бортовым номером FAE-905 был собран и облетан заводским летчиком IAI 31 марта, а первый эквадорский летчик майор Эрнан Кирос поднялся в воздух 19 апреля. 11 июня 1982 года, в присутствии президента страны, новая эскадрилья закончила своё формирование и заступила на боевое дежурство.  Самолёт участвовал в праздновании годовщины образования ВВС страны и упал при выполнении сложных фигур пилотажа на малой высоте, кроме самого летчика погибли ещё восемь мирных жителей.

Потери в процессе эксплуатации:
| Дата       | Бортовой номер | Летчик                            | Причины |
| ---------- | -------------- | --------------------------------- | ------- |
| 07.02.1985 | FAE-910        | лейтенант Марио Лопес             |         |
| 22.10.1989 | FAE-904        | капитан Эдуардо Ариас             |         |
| 12.08.1994 | FAE-903        | майор Хуан Вивьеро                |         |
| 24.04.1998 | FAE-913        | лейтенант Марко Паласиан          |         |
| 21.10.2004 | FAE-932        | капитан Падилья / капитан Веласко |         |

### Шри-Ланка
5 января 1996 года на авиабазе Катунаяки была сформирована 10-я истребительная эскадрилья ВВС Шри Ланки, состоявшая на первом этапе из 5 одноместных самолётов Kfir C.2, одного двухместного Kfir TC.2, шести летчиков, четырёх инженеров и 70 человек обслуживающего персонала. В 2000—2001 годах была получена дополнительная партия из 4 одноместных самолётов Kfir С.2, 4 одноместных C.7, а также одного двухместного TC.7. Модификация C.7, оснащенная современной электроникой, получила положительные оценки летного состава. В первую очередь отмечалась высокая точность нанесения бомбовых ударов и возросшая по сравнению с модификацией С.2 тяга на форсажном режиме. В период активных боевых действий с января 1996 по февраль 2009 года эскадрилья совершила несколько тысяч боевых вылетов с общим налетом 2 800 часов, применив 3 500 тонн бомб и ракет.
24 июля 2001 года боевиками террористической организации «Тигры освобождения Тамил-Илама» в ходе операции в районе Катунаяке против авиабазы ВВС Шри-Ланки и международного аэропорта Бандаранаике, по официальным данным правительства Шри-Ланки, были потеряны четыре из 13 самолётов «Кфир» из состава 10-й авиаэскадрильи, ещё четыре «были списаны из-за полученных повреждений». Потеря восьми «Кфиров» за один день является крупнейшей единовременной потерей в истории данного самолёта.
За боевые заслуги личный состав эскадрильи награждён медалями:
Weera Wickrama Vibhushanaya (2 человека);
Rana Wickrama Padakkama (8 человек);
Rana Sura Padakkama (8 человек). 

8 марта 2009 года президент Шри Ланки наградил эскадрилью почетным знаменем в знак признательности за вклад внесённый в победу над боевиками ТОТИ.
Потери за время эксплуатации:
| Дата       | Бортовой номер | Место                     | Причина потери |
| ---------- | -------------- | ------------------------- | --- |
| 21.01.1997 | CF-712         | лагуна Негомбо            | |
| 24.07.2001 | CF-722         | Катунаяке                 | |
| 24.07.2001 | CF-723         | Катунаяке                 | |
| 22.10.2002 | CF-719         | Наккаватте                | |
| 16.10.2006 | ?              | Катунаяке                 | |
| 28.02.2011 | ?              | 30 км к северу от Коломбо | столкновение в воздухе двух одноместных истребителей «Кфир» при репетиции парада. Пилоты катапультировались, но один летчик погиб, а другой получил травмы |

### США
В 1985—1989 годы 25 самолётов «Кфир» С.1 были поставлены США, они использовались (под обозначением F-21A Kfir) для учебных целей: 12 шт. — флотом США и 13 шт. — морской пехотой США.
6 марта 2012 года один самолёт F-21A Kfir разбился в штате Невада, при выполнении учебного полёта с авиабазы ВМС США «Naval Air Station Fallon», пилот погиб

### Аргентина
В марте 2014 года высокопоставленная делегация аргентинских военных вела переговоры о закупке 12-14 истребителей «Кфир». Государственный концерн Israel Aircraft Industries обещает перед продажей провести существенную модернизацию истребителей. Сумма сделки оценивается в 200 миллионов долларов.

## Страны-эксплуатанты
Израиль
- Военно-воздушные силы Израиля

 Колумбия
- Военно-воздушные силы Колумбии

 США
- Корпус морской пехоты США
- Военно-морские силы США

 Шри-Ланка
- Военно-воздушные силы Шри-Ланки

 Эквадор
- Военно-воздушные силы Эквадора

## Тактико-технические характеристики

### Технические характеристики
- Экипаж: 1 человек
- Длина: 15,65 м
- Размах крыла: 8,21 м
- Высота: 4,55 м
- Площадь крыла: 34,80 м²
- Масса пустого: 7285 кг
- масса внутреннего топлива: 2600 кг
- Максимальная взлетная масса: 14670 кг
- Двигатель: 1× построенный в IAl Bedek турбореактивный General Electric J-79-J1E с форсажной камерой
  - максимальная тяга: 52,89 kN
  - тяга на форсаже: 83,40 kN

### Лётные характеристики
- Максимальная скорость: 2440 км/ч
- Дальность полета: 1300 км
- Практический потолок: 17700 м
- Скороподъёмность: 233,3 м/с

### Вооружение
- Пушечное: две 30-мм пушки DEFA 553 (англ. DEFA cannon) (по 140 снарядов на ствол) производства IMI
- Боевая нагрузка: 9500 кг
  - Бомбы: Mark 82, GBU-13 LGB, TAL-1 или TAL-2 CBU, BLU-107 Durandal (англ. Matra Durandal), HOBOS.
  - НУРС
  - Ракеты:
    - противорадиолокационные: 2×AGM-45 Shrike
    - «воздух-воздух»: 2×AIM-9 Sidewinder, Shafrir или Python.